# Nitració
La nitració és un procés químic general per la introducció del grup funcional nitro dins un compost químic. L'aplicació dominant de la nitració és per produir nitrobenzà, el precursor del methilè difenil diisocianat. Les nitracions es fan servir per produir explosius, per exemple la conversió de la glicerina a nitroglicerina i la conversió del toluè a trinitrotoluè. Milions de tones de nitroaromàtics es produeixen cada any.

## Nitració aromàtica
Típicament les nitracions fan servir àcid nítric i àcid sulfúric mesclats.
Hi ha mecanismes alternatius.

## Ipsonitració
La ipsonitració ocorre amb clorurs d'aril. La frase va ser usada per Perrin i Skinner el 1971